# Ромер, Эдвард Матвей
Эдвард Матвей Ян Ромер (пол. Edward Mateusz Jan Römer; 19 сентября 1848, Вологда — 22 ноября 1900, Лунно, Гродненская губерния) — польский художник. Из дворянского рода Ромеров. Сводный брат Альфреда Исидора Ромера.

## Биография
Родился в Вологде, где его отец Эдвард Ян Ромер с супругой Софьей Монвид-Белозор отбывал 13-летнюю ссылку за сотрудничество с эмиссаром Молодой Польши Шимоном Конарским.
В 1852 году семья вернулась на Родину. Способный Эдвард Матвей Ромер учился рисованию вначале у отца-художника, а затем у Канута Русецкого и .
В 1867 году окончил Виленскую гимназию и поехал на учебу в Дрезденскую академию искусств, где он обучался под руководством К. Шульц. Рисунки Э. М. Ромера печатались в «Лейпцигской иллюстрированной газете».
В 1870 году перевёлся в Мюнхенскую академию искусств, где учился у Г. Аншуца, А. Сойтца, А. Ромберга, в мастерской баталиста Ф. Адама.
Во время учебы Ромер поддерживал отношения с эмигрантами из бывшей Речи Посполитой В. Чехурским, Ю. Брандтом, Ю. Косаком, М. Гедымским. Некоторое время Эдвард Ромер трудился в мастерской Ксаверия Пилата. Первые работы в Мюнхене: «Возвращение с ярмарки» и «Пикет».
В 1873 году во время путешествия посетил Вену, Мерано, Варшаву. В 1878 году вернулся в Вильню и открыл по улице Бокшта в старом доме Ромеров художественную мастерскую, которой пользовался совместно со сводным братом Альфредом Исидором Ромером и другом Франтишком Юргилевичем.
В это время рисовал главным образом бытовые жанровые сценки, пейзажи: «Метелица», «Перед вокзалом», «Перед мастеской». Нарисовал портреты «Кузнец», «Крестьянин в меховой шапке». Мастерски выполнен «Портрет отца художника» (своего друга Ф. Юргилевича).
Ряд его полотен посвящен участникам восстания Костуся Калиновского: «Патруль», «Изба в лесу». Кисти Эдварда Матвея Ромера принадлежит портрет народного литовского поэта Антанаса Страздаса (190x101, масло).
В 1873 году работы Ромера экспонировались в Краковском обществе друзей изобразительных искусств: «Отдых перед корчмой», «Узкоколейка на Литве», «Железнодорожная станция», «В парке», «Кулич», «Под тополями», «Метелица». На выставке в Варшаве полотна «Железнодорожная станция», «На Мясопуст», «После работы», «Возвращение» были приобретены Обществом поощрения изобразительных искусств.
В 1894 году на выставке современного искусства во Львове картина «Метелица-2» получила серебряную медаль.
Ромер выставлял свои работы в Париже, Вене, Берлине, Мюнхене, где картина «Мой дом» получила приз и была приобретена профессором искусства из Брюсселя И. де Гасом. Последними его работами были пейзажи с мальчиком на коне, зимняя картина «Тры короля» и неоконченная работа «Отъезд диоцезии жемайтского епископа». Осталось также много эскизов.
После тяжёлого воспаления легких, у Ромера были проблемы со здоровьем. Однако он продолжал рисовать.
Умер 10 февраля 1900 года в Лунно. Похоронен в родовой часовне в Троках.
Картины Ромера хранятся в Национальном музее в Варшаве («Амазонка»), Кракова («На выпаске-2»), в Литовском художественном музее в Вильнюсе (7 работ) и в музее Каунаса.

## Семья
16.03.1880 женился на Юзефе Чеховской герба «Окша», дочерью Александра Чеховского и Валерии Ромер. В качестве приданного получил усадьбу Лунно.
Дети: дочь Эльжбета и сын Валерьян (род. 1881).

## Галерея

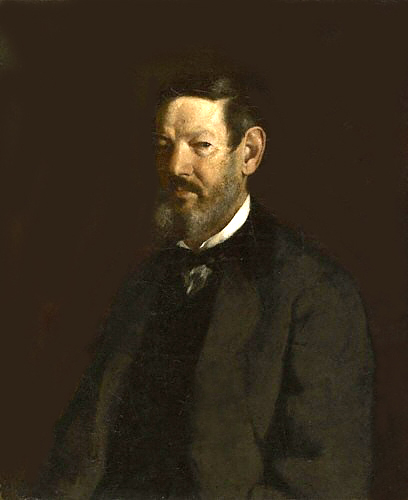
Портрет отца
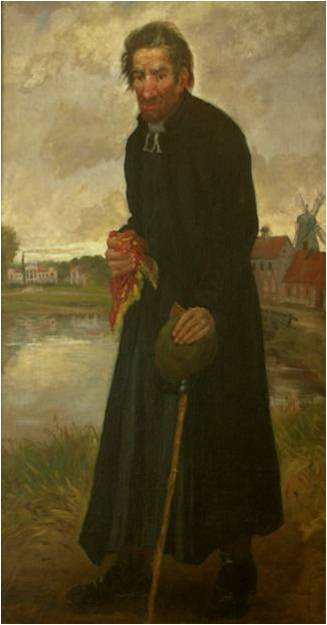
«Поэт Антанас Страздас», 1877
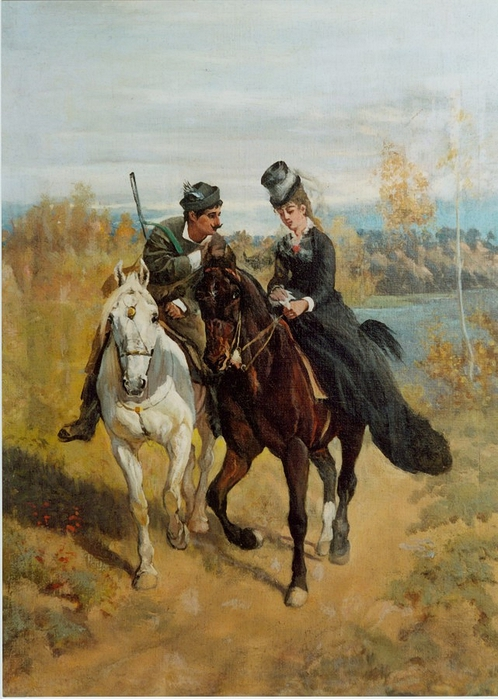
«Два всадника», 1872
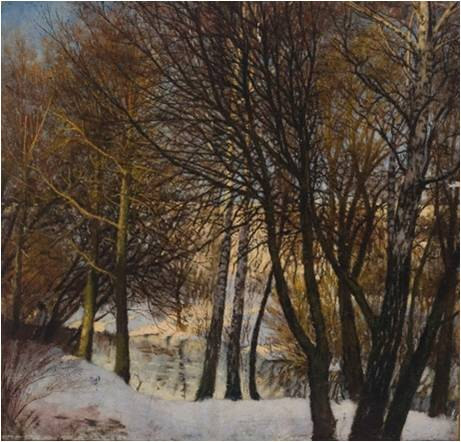
«Зимний пейзаж»